# Masters de Hamburgo 1971
El Abierto de Hamburgo de 1971 fue un torneo de tenis jugado sobre tierra batida, que fue parte de las Masters Series. Tuvo lugar en Hamburgo, Alemania, desde el 17 de mayo hasta el 23 de mayo de 1971.

## Campeones

### Individuales
Andrés Gimeno vence a  Peter Szoke, 6-3, 6-2, 6-2

### Dobles
John Alexander /  Andrés Gimeno vencen a  Dick Crealy /  Allan Stone, 6-4, 7-5, 7-9, 6-4